# Patricia Carson
Patricia Mary Carson (Oreston faisant partie de la ville de Plymouth, 5 mars 1929 - Afsnee, 13 octobre 2014) est une historienne et auteur belge, d'origine britannique.

## Famille
Patricia Carson est la fille d'Archibald-Stewart Carson et de Hilde-Dorothy Clewlow.
Elle s'est mariée en 1954 avec Raoul Van Caenegem, historien et professeur à l'Université de Gand. Ils ont eu deux fils et une fille.

## Biographie
Carson obtint un diplôme de bachelier en histoire à l'Université de Londres. et ensuite un Master avec une thèse consacrée au Londres du XVIIIe siècle.
Après son mariage elle vint habiter en permanence à Gand et se mit à l'étude des relations à travers les siècles entre la Grande Bretagne et les Pays Bas, plus particulièrement la Flandre et la Hollande. Son livre qui remporta le plus de succès et qui fut fréquemment réédité a pour titre The Fair Face of Flanders.

## Honneurs
- Prix Eugène Baie (1977) pour 'The Fair Face of Flanders'.
- Le 8 juillet 1996 Patricia Carson obtint concession de noblesse belge, avec le titre personnel de baronne.

## Publications
- The building of the first bridge at Westminster, in: Journal of Transport History, Vol. III, n° 2, Leicester, 1957.
- Guide to Materials for West African History in the Archives of Belium and Holland, London, 1962
- Guide to Materials for West African History in French Archives, London, 1968
- The Fair Face of Flanders, Gand, 1969 - 1974 - 1991 - 1995 - 1997 (Traduction en Néerlandais 1977, Allemand, 1982, Bulgare, 1984 et réimprimé à plusieurs reprises.
- Le Miroir de la Flandre, traduction par Mady Buysse de 'The Fair Face of Flanders', 1973
- The British Connection, dans: Handelingen der Maatschappij voor Geschiedenis en Oudheidkunde te Gent, 1974 (traduit en néerlandais, Britten en Vlamingen, in: Neerlandia, 1975
- Vlaanderen en Nederland vanuit een Brits standpunt gezien, in: Ons Erfdeel, 1970
- (avec Gaby Danhieux), 
  - Ghent, a town for all seasons, Gand, 1972
  - Gent, een stad van alle tijden, 1977, revu 1992
  - Gand, ville de tous temps, 1972
  - Ghend, eine Stadt aus allen Zeiten, 1975
- James van Artevelde: The man from Ghent, 1980
- Flanders in Creative Contrasts, Lannoo, Tielt et Davidsfonds, Louvain, 1989
- (avec H. Brondeel, traducteur), In Eindeloze Verscheidenheid: een historisch fresco van Vlaanderen
- Jacob van Artevelde (traduction Marijke Brutsaert), Davidsfonds, Louvain, 1996

## Littérature
- Oscar COOMANS DE BRACHÈNE, État présent de la noblesse Belge, annuaire 2004, Bruxelles, 2004.